# 미사토정 (와카야마현)
미사토정(美里町)은 와카야마현 가이소군에 설치되었던 정이다.